# Michael Herbert

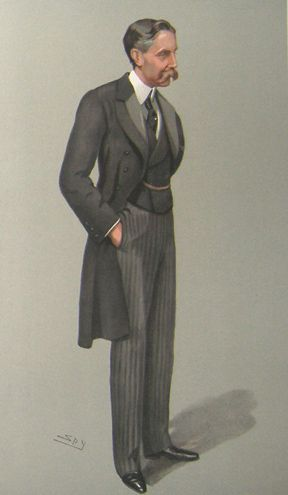
Sir Michael Henry Herbert.

Michael Henry Herbert, född den 25 juni 1857, död den 30 september 1903, var en brittisk diplomat, son till Sidney Herbert, 1:e baron Herbert av Lea, far till Sidney Herbert, 1:e baronet.
Herbert ansågs på sin tid vara en av Englands skickligaste diplomater och verkade (från 1902 som ambassadör) i Washington, D.C. framgångsrikt för den engelsk-amerikanska vänskapens befästande.